# Forêts de conifères et mixtes des Pyrénées
Localisation
Les forêts de conifères et mixtes des Pyrénées forment une écorégion terrestre définie par le Fonds mondial pour la nature (WWF), qui appartient au biome des forêts de feuillus et forêts mixtes tempérées de l'écozone paléarctique. Elle recouvre le massif montagneux des Pyrénées qui marque la frontière entre la France et l'Espagne et se caractérise par des niveaux élevés de biodiversité. Sur les 3 500 espèces de plantes abritées par l'écorégion, environ 200 sont endémiques et la faune menacée d'extinction comprend l'Ours brun et le Gypaète barbu. Bien qu'il existe des zones d'habitat encore vierges, l'exploitation forestière, les stations de sports d'hiver et les barrages représentent une menace majeure pour cette écorégion unique.

## Végétation
Les Pyrénées sont situés à la frontière entre les régions biogéographiques euro-sibérienne et méditerranéenne et se divisent en trois grands secteurs bioclimatiques. La partie occidentale est affectée par les flux d'air chaud et humide de l'Atlantique, le secteur central continental par un temps froid et sec, et la section orientale par l'influence méditerranéenne chaude et sèche. Elles se caractérisent également par une grande diversité de l'étagement altitudinal des types de forêts. Les zones calcaires de basse altitude ont un type de végétation méditerranéenne, où un mélange d'espèces à feuilles persistantes (essentiellement Quercus ilex) et caduques (Quercus faginea, Quercus pubescens, Tilia platiphyllos, Acer opalus) prédominent, alors que le Chêne-liège et le Pin pignon forment d'importants massifs sur les substrats siliceux de l'extrémité orientale, près de la Méditerranée. La moyenne altitude abrite des forêts mixtes de feuillus (Quercus petraea, Quercus pubescens, Fagus sylvatica) et des forêts de Pin sylvestre et de Pin noir, ainsi que des reliques des forêts de genévriers (Juniperus thurifera). La haute montagne est principalement composée d'un mélange de Hêtre commun et de Sapin blanc, ainsi que de Pin à crochets dans les régions continentales intérieures. Au-dessus de la limite des arbres se trouvent enfin les zones de pelouse alpine qui accueillent de nombreuses espèces endémiques.